# 盧德
盧德是巴西圣保罗州的一个市镇。总面积113.833平方公里，总人口1974人，人口密度17.3人/平方公里。